# UHF局
UHF局（ユーエイチエフきょく）は、極超短波（UHF）を使用する無線局のことである。

## 概要
UHFは、日本では放送（テレビジョン放送）や通信（携帯電話など）に使用されている（「極超短波」の項目も参照）。

## 放送におけるUHF
放送においてUHFは、テレビジョン放送に使用されている。放送局の内、特にアナログ放送において親局がUHFを使用しているものは「UHF放送局」、「U局」、「UHF」などと呼ばれることもある。

### アナログ放送
（日本における）地上アナログテレビジョン放送では、VHF、UHF、SHFが使用されていた。テレビ放送が開始された当初はVHFが使用されていたが、後にチャンネル数の逼迫などからUHFも使用されることとなった。
地域内の局であればアナログ放送はケーブルテレビ等においてVHF（1〜12チャンネル）に変換される場合が多かった。
関東・近畿などの広域放送地域においてUHFと言えば、ネットワークに属さない放送局（地上独立テレビ局）を指すことも多い。従って、UHFはVHFより放送対象地域が狭いというようなイメージがあるが、親局がUHFであっても広域放送を行う局もあるので、UHF局が狭いエリアを対象にするためだけの存在ではない。
一方、VHF波に比べて波長が短く回折しにくいため、同一出力だとVHF局より電波が飛ばないのも事実で、中京テレビの親局（東山タワー）の出力は30kWと、同じエリアのVHF親局（10kW）に比べ3倍の出力であった。なお、県域のテレビ愛知のUHF親局は同じ送信所から送信していたにもかかわらず10kWである。
日本において一般放送事業者が開設する（地上アナログ）テレビジョン放送をする放送局の親局は半数以上がUHFであり、その多くはネットワークに属している。一方で、近畿地方では生駒山送信所以外は全てがUHF、関東地方本土でも東京タワー以外の送信所は全てUHFである。

#### 日本放送協会
日本放送協会（NHK）も当初、親局がVHF広域局だったエリア内に親局UHFの県域局を作り、既存の親局が県域扱いに変更になった放送局がある。このため、広域局の中継局として開局したVHF局がそのまま親局UHFの中継局となるケースも存在した（例：NHK岐阜放送局の高山中継局など）。
このほか、次のような実験局も存在した。

#### 放送大学学園
放送大学学園は、1985年の放送大学本放送の開始以来、親局及び中継局にUHFを使用していた。

#### 一般放送事業者
一般放送事業者（現：特定地上基幹放送事業者）は、1968年に本放送を開始した岐阜放送以降、親局はUHFを使用している。親局がUHFの一般放送事業者の数は79であり、うちテレビジョン放送をする放送局のみを開設するものが77、テレビジョン放送の放送局及び中波放送の放送局を開設するものが2である。
尚、中継局の一部で、VHFを使用している場合もあった。

### デジタル放送
地上デジタルテレビ放送では、全局UHF帯（13 - 52ch。53 - 62chは過渡期のみ使用）を使用する。
VHFの内、テレビジョン放送に使用していた周波数は、アナログ放送が終了した後に開始が予定されている移動受信用地上放送、および中波ラジオ局のFM補完中継局を除き、放送以外の用途に転用される。この結果、VHFを使用する放送は超短波放送・FM補完中継局、及び移動受信用地上放送となる予定である（「超短波」、「マルチメディア放送#日本における展開」も参照）。